# Costa Rica nos Jogos Pan-Americanos de 2007
A Costa Rica competiu nos Jogos Pan-Americanos de 2007 no Rio de Janeiro, no Brasil.

## Desempenho

### Atletismo
20 km de marcha atlética masculino
- Allan Segura - Final: 1h32m27s → 6º lugar
- Bernardo Calvo → não completou a prova

Lançamento de martelo masculino
- Roberto Sawyers - 57,45 m → 12º lugar

### Futebol
Masculino
- Fase de grupos
  - Empate com o ECU Equador, 1-1
  - Derrota para o BRA Brasil, 0-2
  - Derrota para HON Honduras, 1-2 → não avançou as semifinais
- Equipe
  - Luis Carlos Zamora
  - Roy Smith
  - Jordan Smith
  - Erick Rojas
  - Bryan Josué Oviedo
  - Esteban Luna
  - Diego Brenes
  - David Gúzman
  - José Daniel Varela
  - Marcos Ureña
  - Alejandro Castro
  - Leonel Moreira
  - Elias Palma
  - Miguel Brenes
  - Jessy Peralta
  - Bruno Castro
  - Carlos Chacón
  - Josué Martínez

Técnico: Manuel Gerardo Ureña

### Futsal
Masculino
- Fase de grupos
  - Vitória sobre o ECU Equador, 6-4
  - Empate com a ARG Argentina, 1-1
  - Derrota para os USA Estados Unidos, 5-6
- Semifinal
  - Derrota para o BRA Brasil, 1-8
- Disputa pelo 3º lugar
  - Derrota para o PAR Paraguai, 5-6 → 4º lugar

### Natação
Maratona aquática 10 km masculino
- Kurt Niehaus - 2:09:52.5 → 12º lugar

### Voleibol
Feminino
- Fase de grupos
  - Derrota para os USA Estados Unidos, 0-3 (9-25, 19-25, 12-25)
  - Derrota para CUB Cuba, 0-3 (17-25, 12-25, 25-27)
  - Derrota para PUR Porto Rico, 0-3 (14-25, 19-25, 14-25)

- Classificação 5º-8º lugar
  - Derrota para a DOM República Dominicana, 0-3 (17-25, 6-25, 15-25)

- Disputa pelo 7º lugar
  - Derrota para o MEX México, 2-3 (17-25, 25-22, 8-25, 25-16 12-15) → 8º lugar

- Equipe
  - Karen Cope
  - Catalina Fernández
  - Angela Willis
  - Mariela Quesada
  - Verania Willis
  - Paola Ramírez
  - Angelica Jimenez
  - Janelle Johnson
  - Irene Fonseca
  - Kimberly Palmer
  - Marianela Alfaro

Técnico: Eladio Vargas